# 亚历山大利亚·阿里安那

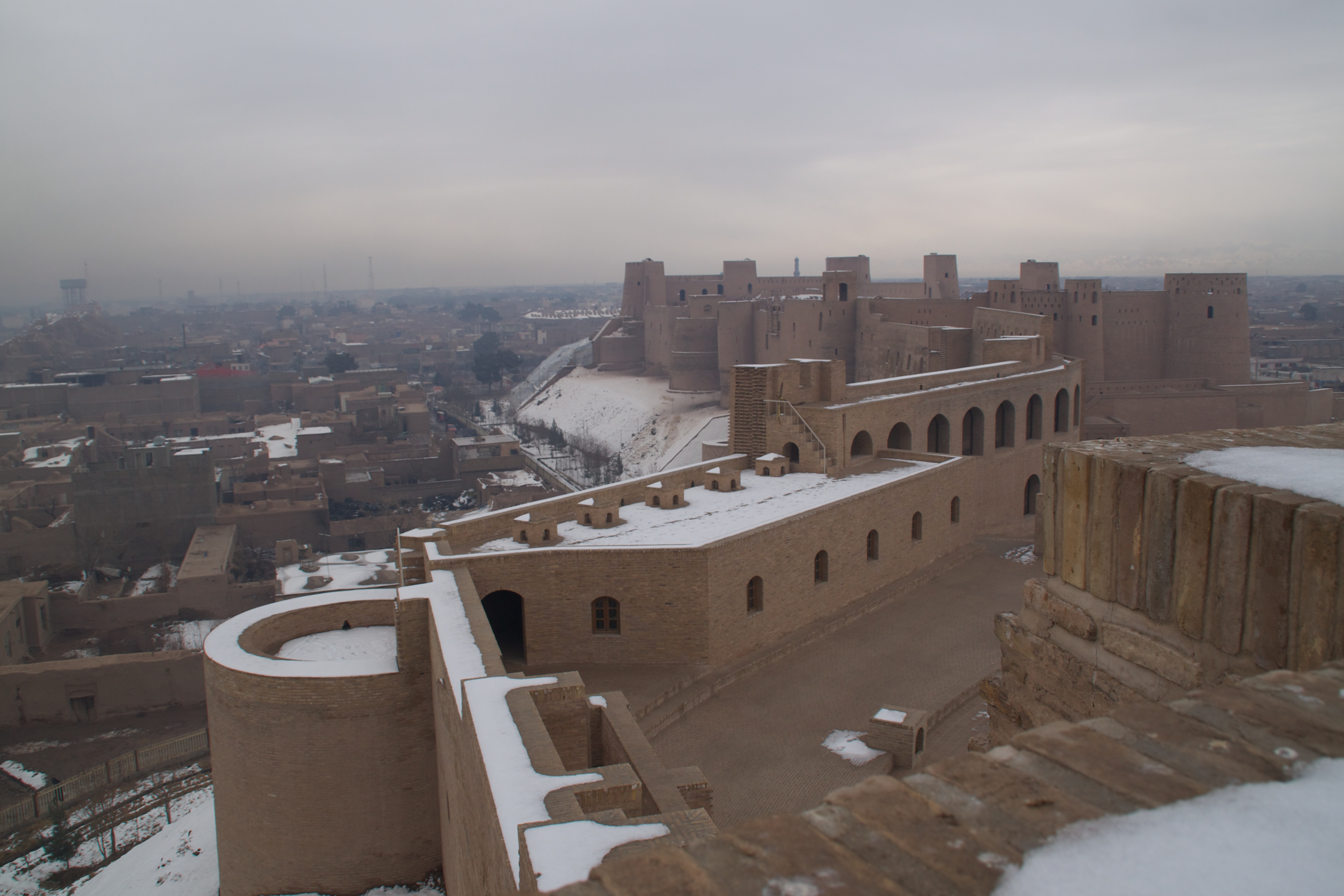
赫拉特城堡可能就建在亚历山大大帝当年建立的定居点之上。

亚历山大利亚·阿里安那（Alexandria Ariana）是马其顿国王亚历山大大帝在公元前330年入侵波斯和中亚时期所建立的一个聚居地。这座城市可能是亚历山大大帝在摇摇欲坠的阿契美尼德帝国东部总督辖区内建立的众多城市中的一座。这座古城遗址大致位于现今阿富汗赫拉特聚居区一带，处于古代阿里亚和阿里亚纳地区。关于亚历山大大帝所建立的这座城市与其前身阿契美尼德城堡阿塔柯亚纳之间的关系，史学界存在着广泛的争论。由于尚未对赫拉特进行考古发掘，亚历山大利亚·阿里安那的确切位置仍不为人知。

## 历史
有关亚历山大利亚·阿里安那的建立，就像亚历山大大帝建立的许多其他定居点一样，并没有被他的传记作者阿里安、狄奥多罗斯和昆图斯·库尔提乌斯·鲁弗斯等人提及。他们只记载了亚历山大大帝从希尔卡尼亚穿过阿丽亚纳向巴克特里亚进军，而后又折返回去镇压正在该地区煽动叛乱的阿契美尼德帝国前总督萨提巴赞斯。然而，亚历山大大帝手下的贝玛提斯曾提到过这座城市，地理学家埃拉斯托尼和老普林尼的著作中也引用了相关内容。这座城市在希腊语中的名称是“阿里亚人地区的亚历山大里亚”或“阿里亚人的亚历山大里亚”。
根据地理学家斯特拉波的说法，在阿里亚地区有三座城市，每座城市均以其创始人的名字命名：亚历山大利亚·阿里安那、阿塔柯亚纳（Artacoana，有时拼写为“Artakoana”或“Artacabene”）和一个名为阿该亚（Achaia）的定居点。阿塔柯亚纳是阿契美尼德王朝阿里亚总督辖区的主城堡，而且可能是萨提巴赞斯起义期间的一处战场。历史学家，尤其是威廉·托马谢克认为阿塔柯亚纳和亚历山大利亚·阿里安那指的是同一座城市；托马谢克假设前者主要指城堡部分，而后者指防御较弱的下城区。由于斯特拉波、哈拉克斯的伊西多尔、老普林尼以及托勒密等人编篡的文献明确区分了阿塔柯亚纳与亚历山大利亚，因此学术界一致认为这是两个独立的城市。阿塔柯亚纳很可能在亚历山大利亚·阿里安那建立后存在了几个世纪，尽管它的具体位置尚不清楚。普林尼的《博物志》中将阿塔柯亚纳（Artacoana）和“Artacabene”当作两座相邻的不同城市来提及，这几乎可以肯定是个错误。 

### 位置
人们普遍认为亚历山大利亚·阿里安那位于阿富汗现代城市赫拉特附近。这一假设得到了波斯- 伊斯兰作家塔巴里、哈姆扎·伊斯法罕尼和古达玛·本·贾法尔的支持，他们记录了赫拉特是由亚历山大大帝所建立的，尽管没有将其称为“伊斯坎达里亚”（Iskandariya，阿拉伯语中对亚历山大大帝所建城市的常用称呼）。绿洲城市赫拉特周围土地肥沃，比该地区大部分地区的人更适合定居的生活方式。哈里河是通往阿拉霍西亚以东和巴尔赫以北的贸易路线的焦点；它同时也是一个战略要冲，因为河谷从未超过25（16英里）宽。早在亚历山大大帝时期，这片地区的战略和经济重要性已十分明显：萨提巴赞斯是大流士三世统治下阿契美尼德帝国东部最高级别的三位官员之一，另外两位是阿拉霍西亚的巴散提斯和巴克特里亚的贝苏斯。
历史学家之所以无法确定亚历山大港的位置，恰恰是因为在赫拉特或周边地区没有进行过大规模的考古发掘。赫拉特老城，其南部临近河流，北部有山脉作为屏障。以现存的城堡结构为中心，通常被认为是亚历山大利亚·阿里安那最有可能的位置。目前的城堡最初是在伊斯兰征服后不久建造的，此后又经历了多次重建。尽管城堡所在的土丘似乎最有可能是马其顿人据点的遗址，但鉴于土方工程的规模，要通过发掘来得出定论在当下是不太可能的事。

## 脚注

### 引文
1. ↑  张家麟 (1972)，第1294頁.
2. 1 2 3  王子午 (2018)，第279頁.
3. ↑  王子午 (2018)，第336頁.
4. ↑  王子午 (2018)，第335頁.
5. ↑  陈恒, 李尚君 & 屈伯文 (2017)，第239頁.
6. ↑  Fraser (1996)，第109–110頁.
7. ↑  Tomaschek (1894)，col. 1388–1389.
8. ↑  Erastothenes (2010)，第181, 225–226頁.
9. 1 2  Cohen (2013)，第260頁.
10. ↑  Fraser (1996)，第110, 113–114頁.
11. 1 2  Cohen (2013)，第260–261頁.
12. ↑  Fraser (1996)，第114頁.
13. ↑  Cohen (2013)，第261頁.
14. ↑  Tarn (1948)，第234頁.
15. ↑  王有勇 (2006)，第256頁.
16. 1 2  Fraser (1996)，第112頁.
17. 1 2  Vogelsang (2012)，第205–206頁.
18. ↑  Fraser (1996)，第113頁.
19. ↑  Lézine (1963)，第132–133頁.

### 书籍来源
- Cohen, Getzel. . Berkeley: University of California Press. 2013. ISBN 9780520953567. JSTOR 10.1525/j.ctt2tt96k （英语）.
- Erastothenes. Roller, Duane , 编. . Princeton: Princeton University Press. 2010. ISBN 9781400832217. doi:10.1515/9781400832217 （英语）.
- Fraser, Peter M. . Oxford: Clarendon Press. 1996  [2023-01-04]. ISBN 6610763887. （原始内容存档于2023-01-22） （英语）.
- Lézine, Alexandre.  [HERAT: Travel Notes]. Bulletin d'études Orientales. 1963, 18: 127–45  [2023-01-04]. JSTOR 41603273. （原始内容存档于2023-01-04） （法语）.
- Tarn, William Woodthorpe. . II: Sources and Studies. Cambridge: Cambridge University Press. 1948. ISBN 9780521225847 （英语）.
- Tomaschek, Wilhelm. . . Band I, Halbbände 1–2, Aal–Apollokrates. 1894 （德语）.
- Vogelsang, W. J. .  XII. 2012 [2003]  [2023-01-04]. （原始内容存档于2023-01-04） （英语）.
- （英）珀西·塞克斯. . 由张家麟翻译. 北京: 商务印书馆. 1972-05. CSBN 11017·284 （中文（中国大陆））.
- 西奥多·道奇. . 指文战争艺术001. 长春: 吉林文史出版社. 2017-07. ISBN 978-7-5472-5238-3 （中文（中国大陆））.
- （美）安德鲁·菲尔德; （美）格兰特·哈代 (编). . 光启新史学译丛. 由陈恒; 李尚君; 屈伯文翻译. 上海: 上海三联书店. 2017-11. ISBN 978-7-5426-5430-4 （中文（中国大陆））.
- 王有勇 (编). . 上海: 上海外语教育出版社. 2006-05. ISBN 7-81095-900-X （中文（中国大陆））.